# دوري ساموا لكرة القدم 1981
دوري ساموا لكرة القدم 1981 هو موسم من دوري ساموا لكرة القدم. فاز فيه Vaivase-Tai FC ‏.